# SFXN1
SFXN1 (англ. Sideroflexin 1) – білок, який кодується однойменним геном, розташованим у людей на короткому плечі 5-ї хромосоми.  Довжина поліпептидного ланцюга білка становить 322 амінокислот, а молекулярна маса — 35 619.
| 10         |  | 20         |  | 30         |  | 40         |  | 50         |
| ---------- |  | ---------- |  | ---------- |  | ---------- |  | ---------- |
| MSGELPPNIN |  | IKEPRWDQST |  | FIGRANHFFT |  | VTDPRNILLT |  | NEQLESARKI |
| VHDYRQGIVP |  | PGLTENELWR |  | AKYIYDSAFH |  | PDTGEKMILI |  | GRMSAQVPMN |
| MTITGCMMTF |  | YRTTPAVLFW |  | QWINQSFNAV |  | VNYTNRSGDA |  | PLTVNELGTA |
| YVSATTGAVA |  | TALGLNALTK |  | HVSPLIGRFV |  | PFAAVAAANC |  | INIPLMRQRE |
| LKVGIPVTDE |  | NGNRLGESAN |  | AAKQAITQVV |  | VSRILMAAPG |  | MAIPPFIMNT |
| LEKKAFLKRF |  | PWMSAPIQVG |  | LVGFCLVFAT |  | PLCCALFPQK |  | SSMSVTSLEA |
| ELQAKIQESH |  | PELRRVYFNK |  | GL         |  |            |  |            |

A: Аланін

C: Цистеїн

D: Аспарагінова кислота

E: Глутамінова кислота

F: Фенілаланін

G: Гліцин

H: Гістидин

I: Ізолейцин

K: Лізин

L: Лейцин

M: Метіонін

N: Аспарагін

P: Пролін

Q: Глутамін

R: Аргінін

S: Серин

T: Треонін

V: Валін

W: Триптофан

Задіяний у таких біологічних процесах як транспорт іонів, транспорт заліза, транспорт. 
Білок має сайт для зв'язування з іоном заліза. 
Локалізований у мембрані, мітохондрії.